# Санников, Дмитрий Валерьевич
Дми́трий Вале́рьевич Са́нников (19 января 1983, Унеча, Брянская область, СССР) — российский футболист, полузащитник. Мастер спорта России.

## Карьера
Родился в городе Унеча в Брянской области. Начала заниматься футболом в 9-летнем возрасте в местной спортивной школе. В 15 лет был приглашен на просмотр в волгоградский «Ротор». В начале 2000-х перешёл в петербургскую спортивную школу «Смена».
В Брянске стал играть за одну из любительских команд, выступающую в чемпионате области. После матча первенства его команды с «молодежкой» брянского «Динамо» получил приглашение, отправился на просмотр, после чего заключил контракт. 19-летний Санников в команде Виктора Зимина сыграл в своем дебютном сезоне на профессиональном уровне 34 матча, забив в них три мяча. «Динамо» по итогам сезона заняло четвёртое место. По итогам сезона 2003 команда заняла второе место, уступив «Орлу» лишь по разнице голов. Так как игравшее в первом дивизионе «Динамо» СПб было расформировано, брянский коллектив занял его место. В сезоне 2003 Санников сыграл 38 матчей, забил два мяча.
В 2004—2008 годах Дмитрий выступал в составе «Динамо» в первом дивизионе. В Кубке России 2006/07 Санников вместе с командой дошёл до полуфинала, где «Динамо» по сумме двух матчей уступило «Москве» (1:1, 0:1). По завершении розыгрыша кубка все футболисты команды были награждены званиями мастеров спорта. Всего в первом дивизионе в составе «Динамо» Санников сыграл в 192 матчах, отметившись в них 14 забитыми мячами.
В конце 2008 года покинул вылетевшей во второй дивизион клуб. В начале 2009 года заключил контракт с астраханским «Волгарём-Газпром-2». В середине сезона 2010 перешёл в белгородский «Салют». За команду сыграл 53 матча, забив четыре мяча.
Летом 2010 года Санников стал игроком «Салюта». В сезоне 2010 сыграл за команду в 15 матчах. По итогам чемпионата белгородская команда вылетела во второй дивизион. Зимой было принято решение расторгнуть контракт.
Полгода Санников поддерживал форму в одной из брянских любительских команд. В августе 2011 года подписал контракт с курским «Авангардом». Дебютировал в составе команды 5 августа, в матче с подольским «Витязем» (4:0) — вышел на поле в стартовом составе и был заменен на 85 минуте игры. По окончании сезона 2011/12 покинул «Авангард».
В июле 2012 года вернулся в брянское «Динамо».

## Достижения
- Победитель зоны «Центр» Второго дивизиона (1): 2003
- Серебряный призёр зоны «Центр» Второго дивизиона (1): 2012